# Liste der Biografien/Heng
Liste der Biografien |
Portal Biografien |
Personensuche
# |
A |
B |
C |
D |
E |
F |
G |
H |
I |
J |
K |
L |
M |
N |
O |
P |
Q |
R |
S |
T |
U |
V |
W |
X |
Y |
Z |
?
 
Ha |
Hd |
He |
Hi |
Hj |
Hk |
Hl |
Hm |
Hn |
Ho |
Hr |
Hs |
Ht |
Hu |
Hv |
Hw |
Hy
 
Hea |
Heb |
Hec |
Hed |
Hee |
Hef |
Heg |
Heh |
Hei |
Hej |
Hek |
Hel |
Hem |
Hen |
Heo |
Hep |
Heq |
Her |
Hes |
Het |
Heu |
Hev |
Hew |
Hex |
Hey |
Hez
 
Hena |
Henb |
Henc |
Hend |
Hene |
Henf |
Heng |
Henh |
Heni |
Henj |
Henk |
Henl |
Henm |
Henn |
Heno |
Henq |
Henr |
Hens |
Hent |
Henu |
Henv |
Henw |
Heny |
Henz
Die Liste der Biografien führt alle Personen auf, die in der deutschsprachigen Wikipedia einen Artikel haben. Dieses ist eine Teilliste mit 114 Einträgen von Personen, deren Namen mit den Buchstaben „Heng“ beginnt.

## Heng
- Heng Samrin (* 1934), kambodschanischer Politiker, Staatsratsvorsitzender der Volksrepublik Kampuchea (1979–1992)Heng Samrin (* 1934)

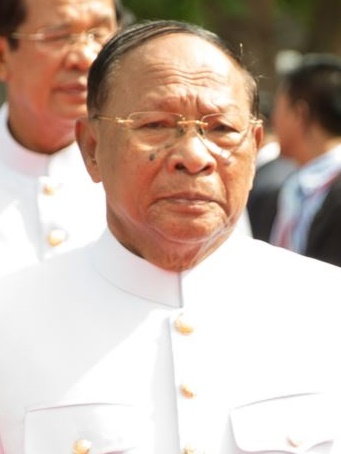
Heng Samrin (* 1934)

- Heng, Chee How (* 1961), singapurischer Politiker
- Heng, Helen (1932–2018), singapurische Badmintonspielerin
- Heng, Swee Keat (* 1961), singapurischer Politiker

### Henga
- Hengari, Mac-Albert, namibischer Politiker (SWAPO)
- Hengartner, Hans (* 1944), Schweizer Immunologe
- Hengartner, Meinrad (1925–1984), Schweizer Jugendführer und Gründer einer Hilfsorganisation
- Hengartner, Michael (* 1966), schweizerisch-kanadischer Biochemiker und Molekularbiologe, Rektor der Universität Zürich und Präsident der Schweizer Hochschulrektorenkonferenz
- Hengartner, Thomas (1960–2018), Schweizer Volkskundler

### Hengb
- Hengbart, Cédric (* 1980), französischer Fußballspieler

### Henge
- Hengel, Hartmut (* 1960), deutscher Mediziner und Hochschullehrer
- Hengel, John van (1923–2005), US-amerikanischer Gründer des food banking
- Hengel, Martin (1926–2009), deutscher evangelischer Theologe und Neutestamentler
- Hengel, Max (1977–2024), luxemburgischer Politiker, Mitglied der Chamber
- Hengel, Theo van (1875–1939), niederländischer Marineoffizier und Erfinder
- Hengel, Wessel Albertus van (1779–1871), niederländischer reformierter Theologe
- Hengel, Willi van (* 1963), deutscher Schriftsteller und Lektor
- Hengelbrock, Thomas (* 1958), deutscher DirigentThomas Hengelbrock (* 1958)

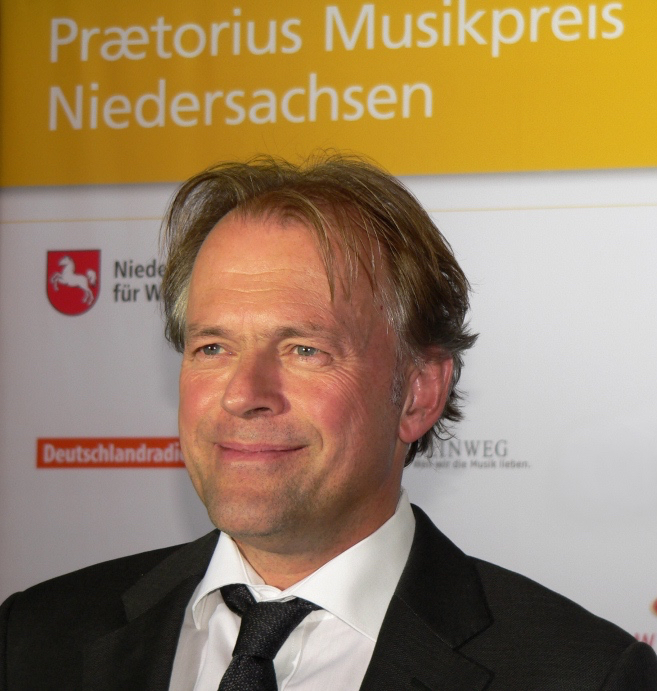
Thomas Hengelbrock (* 1958)

- Hengelbrock, Wilhelm (1907–1945), deutscher römisch-katholischer Geistlicher
- Hengeler, Adolf (1863–1927), deutscher Kunstmaler
- Hengeler, Hans (1902–1982), deutscher Jurist und Industrieanwalt
- Hengelhaupt, Erich (1911–1993), deutscher SS-Sturmbannführer im Dritten Reich
- Hengemühle, Franciel (* 1982), brasilianischer Fußballspieler
- Hengen, Jean (1912–2005), luxemburgischer Geistlicher, römisch-katholischer Erzbischof von Luxemburg
- Hengen, Philippe (* 1988), luxemburgischer Badmintonspieler
- Hengen, Thomas (* 1974), deutscher Fußballspieler
- Henger, Josef (1931–2020), deutscher Bildhauer
- Hengerer, Karl (1863–1943), deutscher Architekt
- Hengerer, Mark (* 1971), deutscher Historiker
- Hengesbach, Joseph (1860–1940), deutscher katholischer Publizist
- Hengesbach, Thomas (* 1967), deutscher Werbefilmregisseur, Filmproduzent und Autor
- Hengest, angelsächsischer Herrscher in Kent
- Hengeveld, Daniek (* 2002), niederländische Radrennfahrerin
- Hengeveld, Johannes (1894–1961), niederländischer Tauzieher und olympischer Silbermedaillengewinner

### Hengg
- Hengge, Helga (* 1966), deutsche Journalistin und Bergsteigerin
- Hengge, Josef (1890–1970), deutscher Maler
- Hengge, Paul (1930–2015), österreichischer Schriftsteller
- Hengge, Regine (* 1956), deutsche Mikrobiologin
- Henggeler, Alois (1807–1888), Schweizer Unternehmer und liberaler Politiker
- Henggeler, August (1848–1929), Schweizer Unternehmer und liberaler Politiker
- Henggeler, Courtney (* 1978), US-amerikanische SchauspielerinCourtney Henggeler (* 1978)

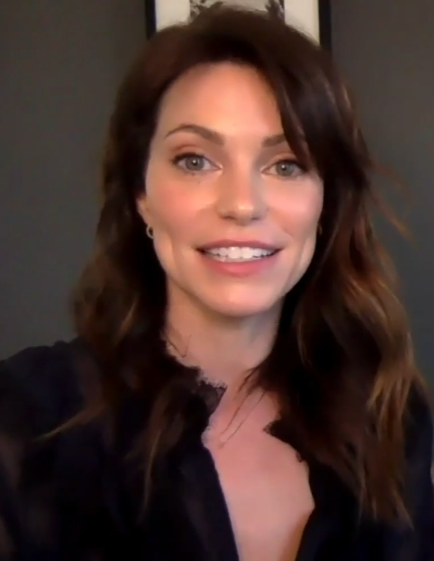
Courtney Henggeler (* 1978)

- Henggeler, Daniel (* 1988), Schweizer Radrennfahrer
- Henggeler, Heinrich (1851–1905), Schweizer Unternehmer und Politiker (FDP)
- Henggeler, Josef (1889–1950), Schweizer Politiker (SP)
- Henggeler, Jürg (1935–2009), Schweizer Grafiker, Maler, Holzschneider, Aquarellist und Fotograf
- Henggeler, Meinrad (1792–1869), Schweizer Unternehmer und liberaler Politiker
- Henggeler, Otto (1877–1947), Schweizer Politiker (FDP)
- Henggeler, Paul (1773–1864), Schweizer Dichter
- Henggeler, Rudolf (1890–1971), Schweizer Benediktiner und Historiker
- Henggeler, Wolfgang (1814–1877), Schweizer Unternehmer und liberaler Politiker

### Hengh
- Hengham, Ralph de († 1311), englischer Richter

### Hengl
- Hengl, Georg Ritter von (1897–1952), deutscher General der Gebirgstruppe im Zweiten WeltkriegGeorg Ritter von Hengl (1897–1952)

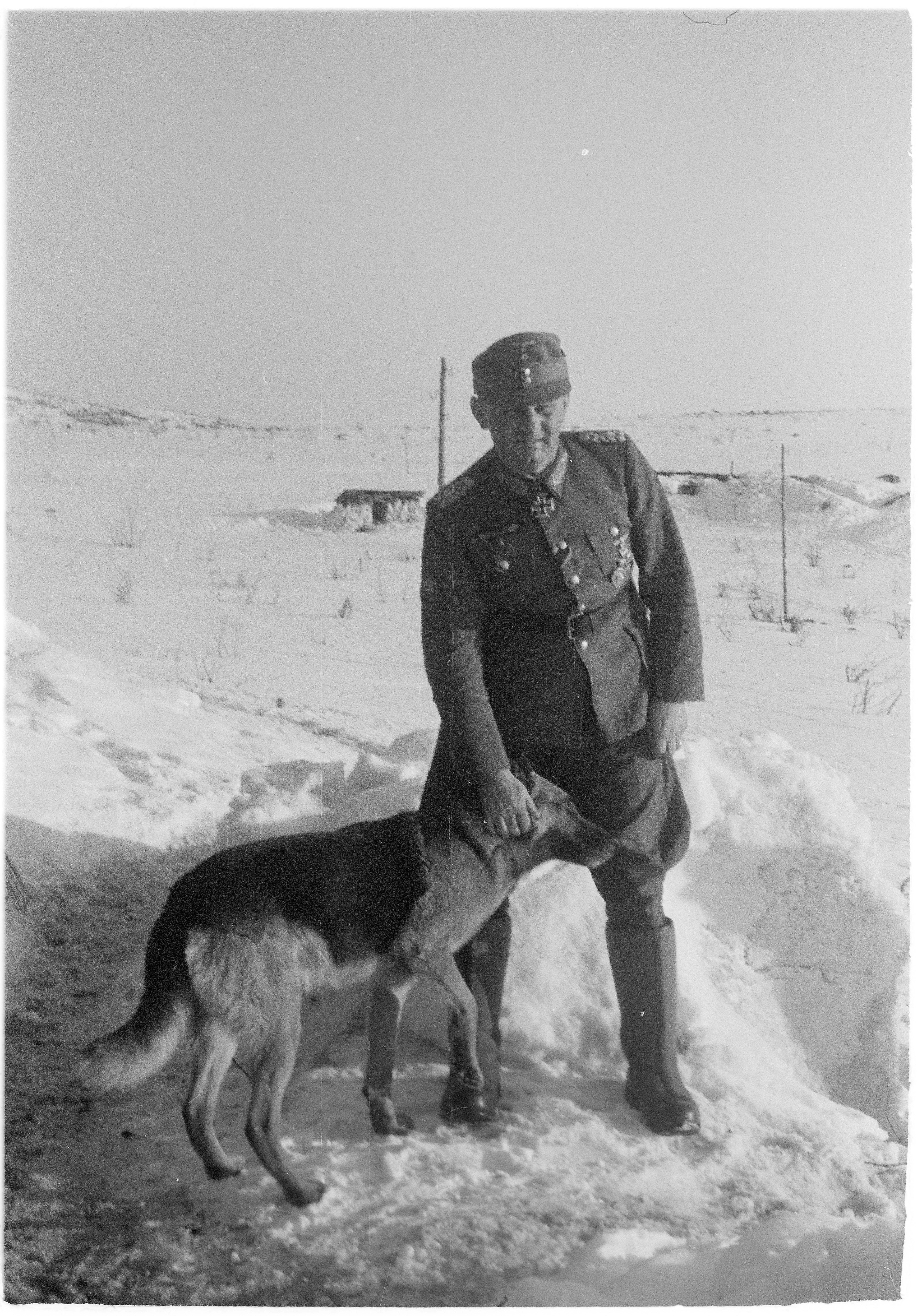
Georg Ritter von Hengl (1897–1952)

- Hengl, Kurt (* 1942), österreichischer Diplomat
- Hengl, Marianne (* 1964), österreichische Behindertenaktivistin und Buchautorin
- Hengl, Willy (1927–1997), österreichischer Maler und Fotograf
- Henglein, Arnim (1926–2012), deutscher Chemiker
- Henglein, Friedrich August (1893–1968), deutscher Chemiker
- Henglein, Martin (1882–1963), deutscher Mineraloge

### Hengs
- Hengsbach, Astrid (* 1979), deutsche Ruderin
- Hengsbach, Franz (1812–1883), deutscher Landschaftsmaler der Düsseldorfer Schule
- Hengsbach, Franz (1910–1991), deutscher römisch-katholischer Kardinal
- Hengsbach, Friedhelm (* 1937), deutscher Sozialethiker und Ökonom
- Hengsbach, Klemens (1857–1940), deutscher Tischler und Politiker (SPD), MdR
- Hengsbach-Parcham, Rainer (1950–2012), deutscher Lyriker und Schriftsteller
- Hengsberger, Adalbert (1853–1923), letzter Bürgermeister der Stadt Bockenheim
- Hengsberger, Hermann (1900–1987), deutscher Richter am Bundesgerichtshof
- Hengsberger, Jean (1866–1948), deutscher Jurist und Mitglied des Preußischen Abgeordnetenhauses
- Hengst, Adalbert (1905–1989), deutscher Kommunist, Sekretär des ZK der SED
- Hengst, August (1796–1868), deutscher Bildhauer
- Hengst, Bernd, deutscher Terrorist
- Hengst, Bernd (* 1947), deutscher Musiker, Trompeter und Schlagersänger (Die Flippers)
- Hengst, Christian (1804–1883), Stadtbaumeister in Durlach
- Hengst, Christine (1897–1966), deutsche Schulrätin
- Hengst, Claudia (* 1969), deutsche Behindertensportlerin (Schwimmen)
- Hengst, Conrad (1796–1877), deutscher Architekt des Klassizismus und anhaltischer Baubeamter
- Hengst, Eberhardt (1917–1996), deutscher Forstwissenschaftler
- Hengst, Hans-Ulrich (* 1955), deutscher Politiker (parteilos), ehemaliger Bürgermeister von Fürstenwalde/Spree
- Hengst, Karl (1928–2014), deutscher Funktionär der SED in der DDR
- Hengst, Karl (1939–2021), deutscher Theologe und Professor für Kirchengeschichte und Bistumsgeschichte in Paderborn
- Hengst, Karlheinz (* 1934), deutscher Onomastiker und Politiker (NDPD)
- Hengst, Lutz (1920–1999), deutscher Filmproduzent und Produktionsleiter
- Hengst, Mark (* 1964), US-amerikanischer Schauspieler
- Hengst, Michael (* 1962), deutscher Computerspiele-Journalist und heutiger Spieleproduzent
- Hengst, Patrick (* 1974), deutscher Jazzmusiker (Schlagzeuger)
- Hengst, Richard (1903–1982), deutscher Jurist und Kommunalpolitiker (NSDAP)
- Hengst, Sandra (* 1973), deutsche Fußballspielerin
- Hengst, Theodor (* 1869), badischer Bildhauer
- Hengst, Tom (* 1996), deutscher Rapper
- Hengstberger, Georg (1884–1952), württembergischer Jurist und Politiker
- Hengstberger, Klaus-Georg (* 1930), deutscher Kommunalpolitiker und Mäzen
- Hengstberger, Maria (* 1941), österreichische Ärztin und Entwicklungshelferin
- Hengstenberg, Elfriede (1892–1992), deutsche Pädagogin
- Hengstenberg, Ernst Wilhelm (1802–1869), deutscher evangelischer Theologe und AlttestamentlerErnst Wilhelm Hengstenberg (1802–1869)

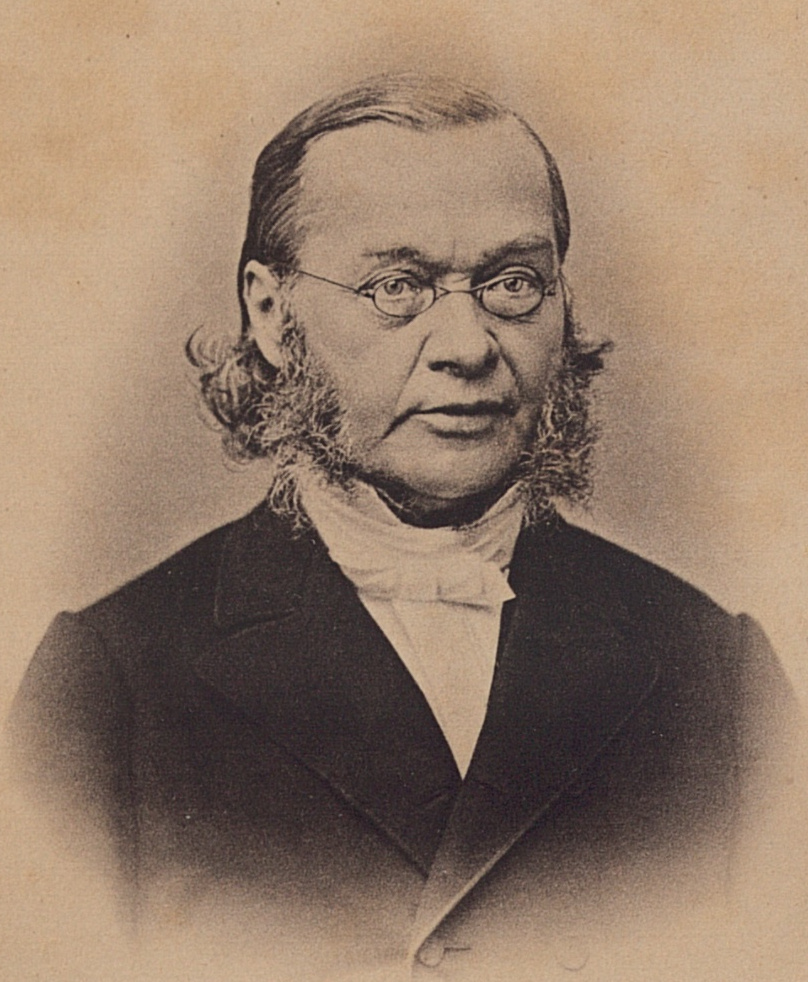
Ernst Wilhelm Hengstenberg (1802–1869)

- Hengstenberg, Frank (* 1968), deutscher Politiker (CDU)
- Hengstenberg, Hans-Eduard (1904–1998), deutscher Philosoph
- Hengstenberg, Johann Heinrich Karl (1770–1834), deutscher reformierter Pfarrer und Kirchenliederdichter
- Hengstenberg, Johannes (1944–2019), deutscher Unternehmer
- Hengstenberg, Rudolf (1894–1974), deutscher Maler und Graphiker
- Hengstenberg, Wilhelm (1853–1927), deutscher Verwaltungsjurist und Oberpräsident der Provinzen Hessen-Nassau
- Hengstenberg, Wilhelm (1885–1963), deutscher Orientalist
- Hengstenberg, Wilhelm von (1804–1880), deutscher evangelischer Geistlicher, Oberhofprediger in Berlin
- Hengster, Christina (* 1986), österreichische Bobsportlerin
- Hengster, Ingrid (* 1961), österreichische Bankmanagerin, Vorstand der KfW
- Hengstermann, Peter (* 1950), deutscher Kommunalpolitiker
- Hengstler, Jörg (1956–2024), deutscher Schauspieler und Synchronsprecher
- Hengstler, Romuald (1930–2003), deutscher Maler, Grafiker und Kunstpädagoge
- Hengstler, Wilhelm (* 1944), österreichischer Schriftsteller, Drehbuchautor und Regisseur
- Hengstmann, Frank (1956–2024), deutscher Kabarettist, Autor und Regisseur
- Hengstmann, Sebastian (* 1978), deutscher Kabarettist
- Hengstmann, Tobias (* 1981), deutscher Kabarettist
- Hengstschläger, Johannes (* 1940), österreichischer Jurist und emeritierter Universitätsprofessor
- Hengstschläger, Markus (* 1968), österreichischer GenetikerMarkus Hengstschläger (* 1968)

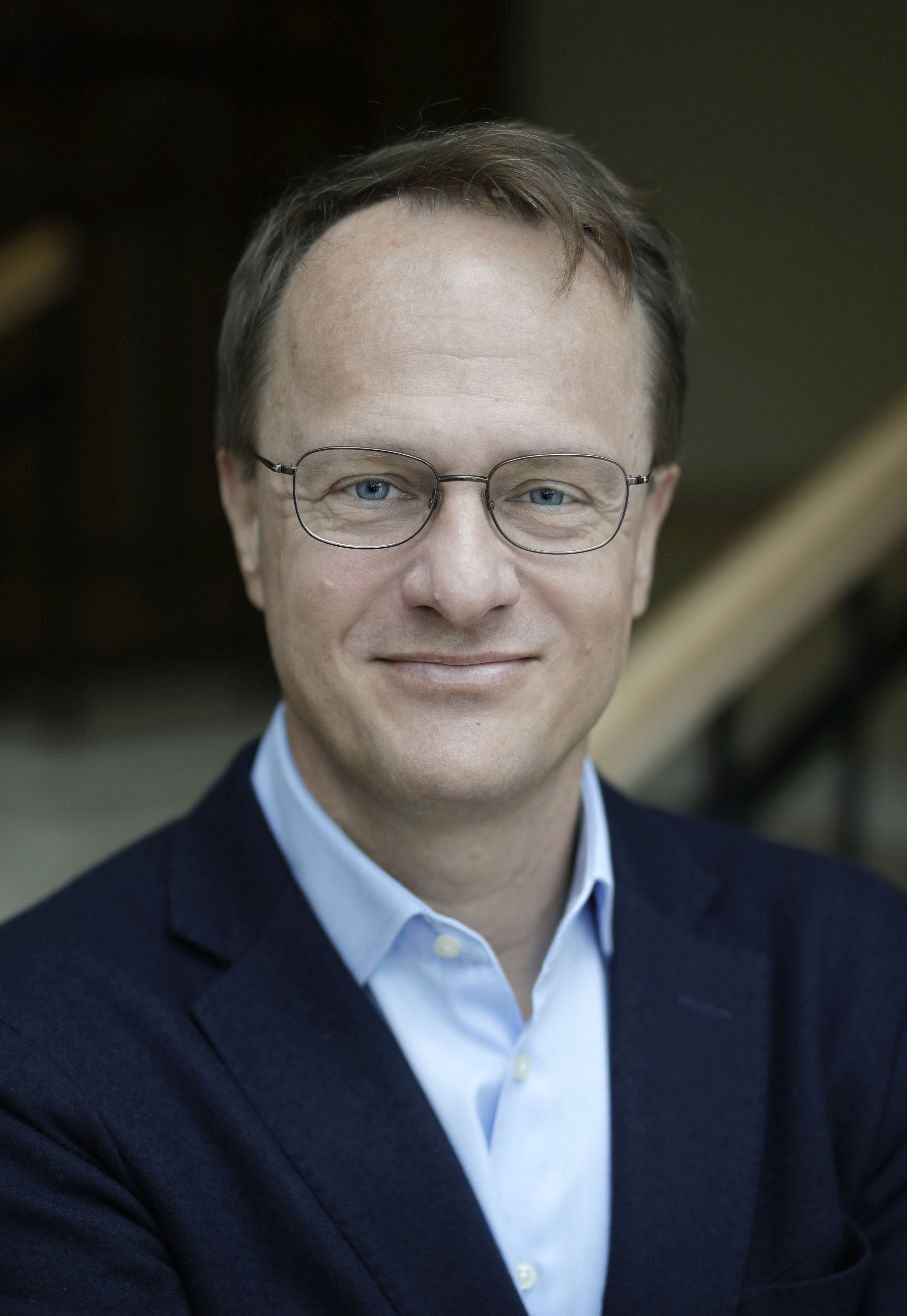
Markus Hengstschläger (* 1968)

### Hengy
- Hengy, Symone (* 1965), deutsche Autorin von Kriminalromanen

### Hengz
- Hengzt, Bass Sultan (* 1981), deutscher Rapper